# Stoà di Attalo
La Stoà di Attalo è un porticato ad uso pubblico di 116,5 metri situato sul lato orientale dell'agorà di Atene, donato dal re di Pergamo Attalo II nel 140 a.C. Completamente ricostruita nel 1951, ospita il Museo dell'Agorà antica di Atene.

## Storia
Il progettista dell'edificio fu probabilmente lo stesso della Stoà di Eumene posta sull'Acropoli, commissionata dal fratello di Attalo II, Eumene II, nell'ambito del programma di mecenatismo architettonico promosso dai sovrani attalidi per consolidare i legami culturali con il mondo greco.
La stoà è stata completamente ricostruita dalla Scuola americana di studi classici di Atene, nel 1951. L'edificio ospita il Museo dell'agorà.

## Descrizione
Era dotata di due file di colonne, una esterna più fitta e una interna, e di due vani scala che si trovavano sui lati corti dell'edificio, grazie ai quali si poteva accedere alle 21 botteghe del piano superiore. È infatti una delle poche stoà greche a svilupparsi su due piani, insieme alla Stoà di Eumene e a quelle di Pergamo.